# Адам Андерсон
А́дам Девід А́ндерсон (англ. Adam David Anderson; 14 травня 1984, Манчестер) — музикант британського гурту Hurts, де грає на клавішних і гітарі, а також складає музику.

## Hurts
У 2005 році Адам зустрічає свого однодумця Тео Хатчкрафта. Разом вони заснували гурт Bureau. У 2006 році колектив змінює назву на Daggers. Після трьох років виступів у клубах Манчестера, хлопці вирішують створити дует Hurts. У 2009 році про Адама і Тео довідався увсесь світ. Їх перший відеокліп Wonderful Life друзі зняли усього за 20 фунтів.
Адам мешкав у абсолютно безлюдному маленькому селищі і ніколи особливо не цікавився поп-культурою, до тої пори, поки в 19 чи 18 років не придбав свій перший альбом OK Computer гурту Radiohead. Після прослуховування, він точно усвідомив, ким хоче стати і чим прагне займатися. Він каже, що купив цей альбом першим, тільки тому, що йому сподобалась обкладинка, і він нічого не знав про гурт. Можливо, одна з двох пісень з цього альбому «Paranoid Android» або «Exit Music (for a Film)» була тою, що захопила його найбільше. Адам говорить: «Для мене це був найкращий варіант. Тому що я міг би почати слухати музику з „Найкращих з Бітлів“ і далі-далі-далі… Але я пішов іншим, своїм шляхом, і я точно не зверну будь-куди, і тим паче не піду назад».

## Деякі факти
- Найкращим у 80-х вважає Tears for Fears. На думку Адама, «вони були неймовірно музичними і при цьому створювали цю чудову, трохи похмуру, але цілісну атмосферу в своїх піснях. До того ж це були просто чудові поп-композиції».

- Улюблений і один з перших виступів, які відвідав Адам, — Arcade Fire у Манчестері, коли йому було 12 років.[5]

- Улюблений музикант Адама Джефф Баклі.

- Він має чотирьох героїв із реального життя: Prince, Мартін Гор (Depeche Mode), Eminem та Морріссі.

- Запис дебютного альбому Hurts «Happiness» Адам присвятив Benjamin Richard James Anderson, подякував Rachael Burns, Jamie Massie, Hilary Marsden і Тео Хатчкрафтові та висловив особливу подяку Joe Cross.

- Дідусь Адама був військовим артистом. Він грав на банджо для Королеви.[6]

- Адам уболіває за футбольный клуб Манчестер Юнайтед. Серед усіх гравців виділяє Уейна Руні. Про нього Адам сказав: «Він справжній англійський лев з технікою бразильця». Також він уболіває за голландський Аякс.[7]

- Адаму подобалась Кристина Річі, коли йому було 7 років[5].